# Shapefile
Shape er et åbent filformat (suffix .shp) fra det amerikanske firma ESRI til lagring af geospatiale data. Filformatet kan læses og skrives af mange forskellige GIS-systemer, blandt andre ESRI's eget ArcGIS og konkurrenten MapInfo.
En Shape-fil kan indeholde én af tre forskellige kategorier af data. Data består af objekter (entiteter) kaldet features:
- Punkter: Hvert objekt er ét punkt, dvs. til hvert objekt er der knyttet ét koordinatsæt
- Linjer: Hvert objekt er en linje, dvs. til hvert objekt er der knyttet mange koordinatsæt. Der er flere forskellige interne repræsentationer af linjer.
- Polygoner: Hvert objekt er en polygon, dvs. til hvert objekt er der knyttet mange koordinatsæt. Der er flere forskellige interne repræsentationer af polygoner.

Til en shape-fil hører en eller flere hjælpefiler, blandt andre:
- .dbf-filen: Kan indeholde ekstra informationer, for eksempel navne og numre, for hvert objekt. Der er én post i .dbf-filen for hvert objekt i .shp-filen, uanset om objektet selv består af ét eller flere koordinatsæt.
- .prj-filen: Indeholder information om det koordinatsystem og datum, der er benyttet i shapefilen. Hvis koordinatsystemet er baseret på en bestemt kortprojektion, kan denne som regel også læses i .prj-filen.

| Programmering | Spire Denne artikel om datalogi eller et datalogi-relateret emne er en spire som bør udbygges. Du er velkommen til at hjælpe Wikipedia ved at udvide den. |